# Єгоренко Тамара Василівна
Єгоренко Тамара Василівна (* 11 грудня 1949; Макіївка, Донецька область — 11 січня 2016(?)) — кандидат економічних наук (з 2004 року), член Партії регіонів (з жовтня 2006 року), голова Донецької міської спілки жінок «Берегиня».
В окремих ЗМІ у 2016 році з'являлася інформація про те, що вона начебто померла у Донецьку 11 січня 2016 року.

## Освіта
Закінчила Таганрозький педагогічний інститут, на факультеті «Русский язык и литература» (1971) та Донецьку державну академію управління, факультет післядипломної освіти «Фінанси» (2003)

## Депутатство
Народний депутат України 5-го скликання за номером 203 в списку Партії регіонів, зайняла місце депутата, котрий вибув. Була головою підкомітету з міжнародно-правових питань комітету ВР України з питань прав людини, національних меншин і міжнаціональних відносин і членом групи з міжпарламентських зв'язків з Північною Македонією
Народний депутат України 6-го скликання за номером 179 в списку Партії регіонів. Стала народним депутатом замість Віктора Федоровича Януковича у зв'язку з обранням останнього Президентом України.

## Погляди
5 червня 2012 голосувала за проект Закону України «Про засади державної мовної політики», який посилює статус російської мови.

## Нагороди
Має нагороди:
- Подяка Президента України (1999 р.)
- Орден «За заслуги» III ступеня (грудень 1999 р.)
- Орден «Різдво Христове» ІІ ступеня (2000 р.)
- Ювілейна медаль «10 років незалежності України» (2001 р.)
- Почесна грамота Верховної Ради України (2002 р.).